# Isola di Salsette
Salsette (साष्टी) (portoghese: Salsete, Marathi: Sashti (साष्टी)) è un'isola dello stato indiano del Maharashtra. La metropoli di Bombay e la città di Thane si trovano su questa isola che secondo i dati del 2001 possedeva una popolazione di 13 175 000 abitanti, il che la rendeva la 14ª isola più popolosa della Terra.
Il punto più elevato dell'isola è posto intorno ai 450 metri sul livello del mare, all'interno del Borivali National Park.